# Hematom

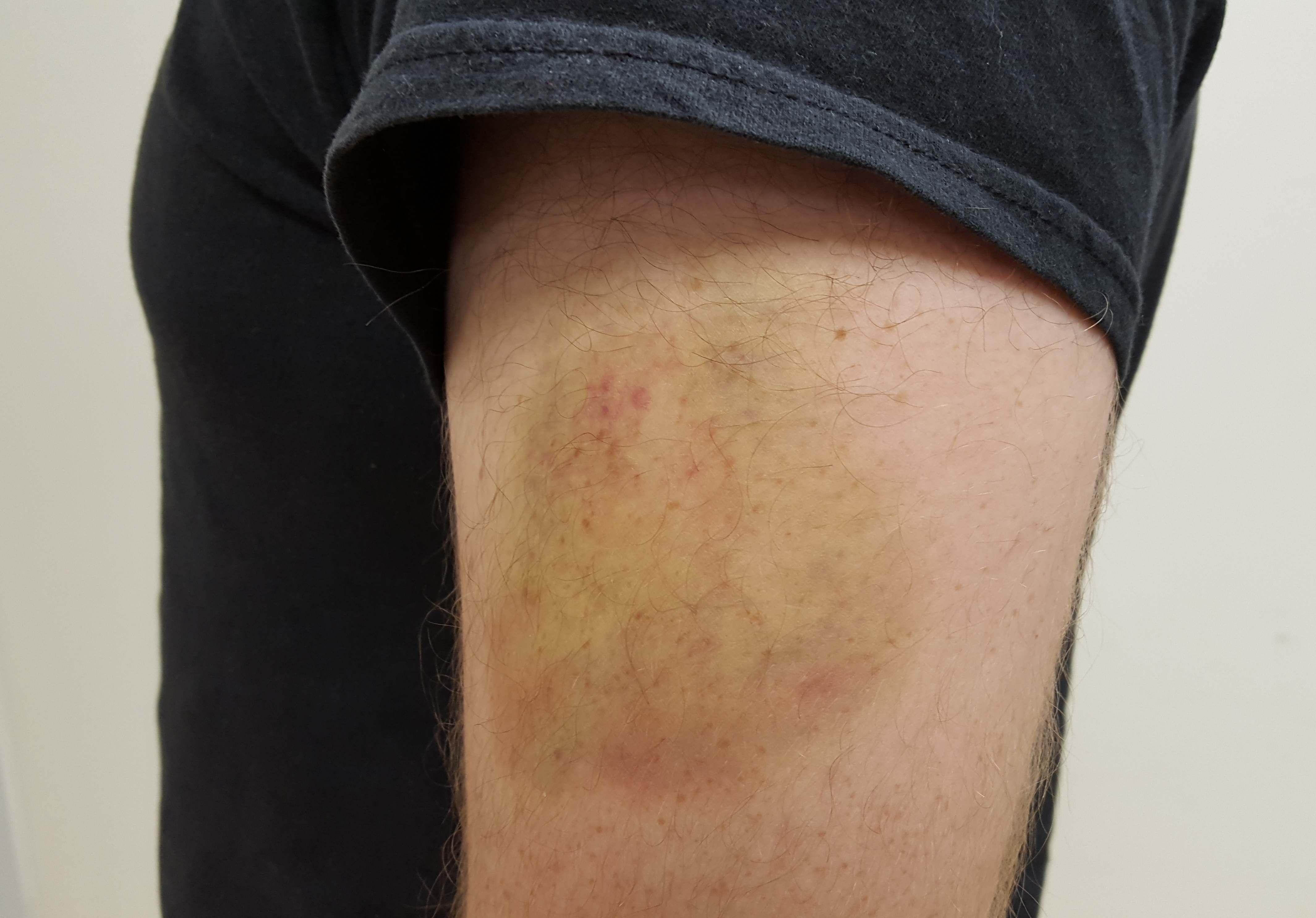
Zhmoždění (modřina), lehká forma hematomu

Hematom, psáno někdy též haematom nebo haematoma (z řeckého αίμα, haima, krev a ωμα, oma, značícího abnormalitu) neboli modřina či krevní výron je označení pro nahromadění krve ve tkáni v prostoru mimo krevní cévy. Vzniká následkem silného tlaku či úderu, v souvislosti s úrazy, nebo v důsledku podkožního krvácení. Malé hematomy se spontánně vstřebají, rozsáhlé hematomy je někdy nutné odsát.
Hematom má svou charakteristickou tmavě červenou barvu díky přítomnosti krevního barviva, hemoglobinu. Ten se postupně rozpadá a mění na zelený biliverdin, který je redukován na žlutý bilirubin. Díky této přeměně dochází u hematomů k postupné změně barvy.
Hematom nelze zaměňovat s hemangiomem (haemangioma), což je nezhoubný nádor z krevních cév (jeho zhoubnou variantou je hemangiosarkom).

## Typy hematomů dle lokalizace
Hlava
- Epidurální hematom (extradurální hematom) – mezi tvrdou plenou mozkovou (dura mater cerebri) a lebečními kostmi
- Subdurální hematom (H. subdurale) – mezi tvrdou plenou mozkovou a pavučnicí (arachnoidea)
- Perichondrální hematom (ucho)

jiné části těla
- Perianální hematom (v okolí řiti)
- Subunguální hematom (pod nehtem)
- Intermuskulární hematom (mezi svaly)
- Intramuskulární hematom (uvnitř svalu)

## Krvácivé kožní projevy
Krevní výrony mají v závislosti na velikosti svá charakteristická označení (seřazeno vzestupně):
- Petechie – tečkovité krvácení v kůži či na sliznici, které má průměr do 2 mm[4], charakteristické pro primární poruchy hemostázy, meningokokovou meningitidu či infekční endokarditidu
- Ekchymóza (ecchymosis) – větší než 3 cm[zdroj?]
- Sugilace
- Sufúze – rozsáhlejší krvácení do kůže a podkoží, často vzniká splýváním drobnějších krvácení
- Purpura – mnohočetná tečkovitá krvácení, která splývají, mají velikost větší než 3 mm[4]